# Nounga
Nounga är en ort i Komorerna.   Den ligger i distriktet Anjouan, i den centrala delen av landet, 150 km sydost om huvudstaden Moroni. Nounga ligger 390 meter över havet och antalet invånare är 315. Den ligger på ön Anjouan.
Terrängen runt Nounga är varierad. Havet är nära Nounga åt sydost.  Närmaste större samhälle är Domoni, 10,4 km norr om Nounga. 